# Kamina Johnson Smith
Kamina Johnson Smith, née à Saint Andrew en Jamaïque, est une femme politique jamaïcaine, ministre des Affaires étrangères depuis le 7 mars 2016.

## Biographie
Son père, Anthony Johnson (en), fut ambassadeur de Jamaïque à Washington, et haut commissaire en Grande-Bretagne. Il fut sénateur et membre du parlement national,.
Kamina Johnson Smith est diplômée d'une licence en français et relations internationales, d'une licence de droit de l'université des Indes occidentales, et d'une maîtrise en droit commercial de la London School of Economics. Elle est recrutée en politique par le mouvement Generation 2000 du Parti travailliste de Jamaïque.
En décembre 2009, elle est nommée sénateur, puis sénateur de l'opposition à partir de janvier 2012. Elle prend part aux débats dont celui sur l'interdiction des punitions corporelles à l'école
En septembre 2014, elle annonce quitter son poste de secrétaire générale à Cable & Wireless Communications Jamaica (LIME), poste qu'elle occupait depuis 2011. Au sein de cette entreprise, elle dirige la fondation LIME qui vise à renforcer l'accessibilité et la sécurité sur internet pour les enfants. Elle ouvre ensuite son propre cabinet d'avocats.
En février 2015, elle est nommée porte-parole du gouvernement sur l'Éducation et la Jeunesse.
Le 7 mars 2016, Kamina Johnson Smith est nommée Ministre des affaires étrangères de Jamaïque,.
En septembre 2016, Kamina Johnson Smith annonce la création prochaine d'une plateforme pour fédérer la diaspora jamaïcaine.
En janvier 2019, Kamina Johnson Smith annonce la décision du gouvernement jamaïcain de retirer sa participation de 49 % dans la joint-venture Petrojam, cette décision faisant suite aux sanctions appliquées par les autorités américaines sur le Venezuela. En mars 2019, elle est signataire d'un traîté post-Brexit entre la Jamaïque et la Grande-Bretagne. En avril 2019, elle déclare que le gouvernement jamaïcain ne reconnaît pas Juan Guaidó à la présidence du Venezuela.